# Stella Jang
Jang Seong-eun (en hangul, 장성은; en hanja, 張星銀; romanización revisada, Jang Seong-eun; McCune-Reischauer, Chang Sŏng-ŭn; 18 de noviembre de 1991), conocida profesionalmente como Stella Jang  (en coreano: 스텔라장), es una cantautora surcoreana. Se graduó de Lycée Henri-IV y AgroParisTech. Obtuvo su nombre artístico gracias a su profesor de francés, quien pensó que su nombre coreano sería difícil de pronunciar para los franceses.

## Vida y carrera

### Predebut
Jang se mudó a París a la edad de 12 años y se graduó de una grande école. Produjo canciones en una plataforma de hip-hop, Jungle Radio, donde trabajaban Zico y RM. Participó en algunas de las canciones del álbum Backpack del dúo de hip-hop surcoreano Geeks.

### 2014-2015: debut y primeras canciones
Luego regresó a Corea, donde hizo su primer intento de convertirse en cantante del género K-pop. A diferencia de algunos artistas del género, ella no se había entrenado bajo una de las diversas agencias de gestión que normalmente producen ídolos de K-pop. Su primer sencillo, «Dumped Yesterday», se lanzó en 2014 y se describió como una canción con cuerdas de guitarra que suenan brillantes. Sin embargo, llamó poco la atención. En marzo de 2015, Stella lanzó su segundo sencillo, «It's Raining», con el rapero Verbal Jint. En una entrevista de 2015 con BNT News (donde se la describió como una música de hip hop), dijo que su música estaba influenciada por el sonido de los 90 y trató de reflejar elementos que pudieran relacionarse con su público. En septiembre de 2015, lanzó su tercer sencillo «뒷모습 (Portrait of you)», una canción sobre sus padres.

### 2016: Primer EP «Colors»
En 2016, lanzó su primer EP Colors y fue descrita como una artista amada por los hipsters. El álbum fue descrito como «música emocional mezclada con raps rítmicos».

### 2017: aparición enProblematic Meny gran avance
Atrajo un gran interés en el 2017 después de una aparición en el programa de televisión coreano Problematic Men. Stella debutó como DJ de radio para Gyeonggi Broadcasting el 22 de abril. El 30 de abril lanzó el sencillo «Vanishing Paycheck» que critica la realidad de los trabajadores de oficina. En junio de 2017, realizó su primer concierto en solitario «ddokddok (Knock Knock)» en Hyundaicard Understage.

### 2018-2019:StaplesySubstances Dangereuses
Lanzó su álbum Staples en enero de 2018, que fue producido por Pleyne y presentaba un sonido de hip hop y R&B. En marzo de 2019, lanzó Substances Dangereuses, un álbum que utiliza el polvo fino como metáfora de las duras realidades.

### 2019-presente: fama en TikTok,STELLA IyStairs
Desde finales de 2019, su canción «Colors», que contenía la letra «I could be red or I could be yellow I could be blue or I could be purple I could be green or pink or black or white I could be every color you like» («Podría ser roja o podría ser amarilla Podría ser azul o podría ser morada Podría ser verde o rosa o negra o blanca Podría ser de todos los colores que quieras»), de su EP homónimo de 2016, recientemente ganó popularidad mundial en todo el mundo a través de TikTok y aumentó su popularidad en Corea del Sur. El reto fue seguido por Jessica Alba. En 2020, Stella lanzó su primer álbum de estudio STELLA I.
Stella Jang también coescribió la canción «Friends» de BTS para Map of the Soul: 7.
En el 2021, lanzó su EP Stairs.

## Discografía[20]

### EP
- Colors (2016)[21]
- 월급은 통장을 스칠 뿐 (Vanishing Paycheck) (2017)
- staples (con Pleyn; 2018)
- 유해물질 (Substances Dangereuses) (2019)
- Stairs (2021)[19]

### Álbum
- STELLA I (2020)[17]

### Sencillos
- "어제 차이고(Dumped yesterday)" (2014)[22]
- "It's Raining" (2015)
- "뒷모습(Portrait of You)" (2015)
- "Alright" (2017)
- "그대는 그대로(You As You Are)" (2017)
- "CHEERLEADER" (2017)
- "아이고(I Go)" (2018)
- "카페인(Under Caffeine)" (2018)
- "니맘내맘(KB commercial song)" (2018)[23]
- "아름다워(디깅스클럽서울 Ver.)Beautiful(Diggingclub seoul Ver.)" (2018)
- "No Question (Duet. Mad Clown)" (2019)
- "YOLO" (2019)
- "Miracle"(Feat. Paul Kim)(2019)
- "Happy Christmas" (Compassion Theme Song)(Feat. Rocoberry)(해피 미리 크리스마스)(2020)
- "31(feat.Cheeze)"(2021)[24]

## Posicionamiento en listas
El álbum de Stella 'stairs' ocupó el puesto 72 en la lista de Gaon.

## Vida personal
Stella Jang habla con fluidez cuatro idiomas; coreano, francés, español e inglés. En 2021, reveló que padecía una rara enfermedad llamada rabdomiólisis.